# 纳吾肉孜节
纳吾肉孜节，也译纳吾热孜节、诺茹孜节、诺鲁兹节或耨儒孜节等（波斯語：نوروز，国际音标：[nouˈɾuːz]，意为“新的一天”或“新的光明”），是伊朗人的传统节日，以庆祝伊朗曆的新年和春季的来到，因此纳吾肉孜节也被称为“波斯新年”或“波斯春节”。
在某些讲突厥语系的民族，诺鲁兹亦称为雅尼袞節（yeni-gün），是波斯语诺鲁兹在突厥语系中的直译，意思也是“新的一天”。

## 日期
纳吾肉孜节是伊朗曆的第一天，用来庆祝春季昼夜平分点（即春分）的到来，代表着春天的来临，尽管观测位置不同但日期一般在3月21日前后。纳吾肉孜节最初作为琐罗亚斯德教的节日，主要被深受琐罗亚斯德文化影响的伊朗人广泛庆祝。除此之外庆祝者还来自受到波斯文化所影响的大伊朗地区，包括中亚、南亚部分民族、中国西北部分民族，以及克里米亚和巴尔干半岛的部分民族。太阳穿越天球赤道使日夜相等的日期每年都会被精确计算，伊朗家庭也会齐聚一堂来观赏这个仪式。
作为琐罗亚斯德教节日中最神圣的一个，尽管实际上并没有准确的来源，纳吾肉孜节通常被认为是琐罗亚斯德本人所确定的。自从阿契美尼德王朝起，官方的新年为太阳离开双鱼座进入白羊座的星相时，代表着春分的到来。

## 慶祝活動

### 西亞（中東）
诺鲁兹节是波斯人的最重要的一个节日。诺鲁兹节前几天在波斯人的每个家都能看到诺鲁兹桌子，桌子上放的东西的名字在波斯语中必须以“S”开始而且不能超过七个东西；所以这个桌子的名字就是“七鲜”。不同地方的人会选不同的东西，但是一般在诺鲁兹桌子上放：苹果、大蒜、草（花）、沙棘、醋、硬币等等，每个东西在桌子上有特别的意思，比如硬币代表钱，苹果代表健康，草（花）代表新鲜等等。伊朗人认为13不是好的数字，诺鲁兹节也一共有13天，按照伊朗传统文化，节日最后一天不能留在家里，在新年的第十三天必须在外面过，如果留在家里的话，接下来的一年会过得不愉快。所以每个人都从早上出去，一般在外面做烧烤吃午饭或者晚饭，过了新年第十三天的白天之后回家。
通常情况下，纳吾肉孜节在节前的一个月即开始准备。每周二，人们都要庆祝水、火、土、风这四种元素中的一种。在节日前四周的每周二会举行跳篝火等活动。在节日前夕，人们会去為死去的親人掃墓。纳吾肉孜节也是一个家庭节日。节日前夜，全家人围着铺有各种菜肴的节日餐桌庆祝新的一年丰富多彩。节日持续数天，最后以节日的公共舞蹈、民族体育比赛和其他娱乐活动（如民间乐队）结束。节日餐桌的装饰被称为“khoncha”，是一种装满了节日食品和装饰物的托盘，里面通常有麦苗、彩绘蛋、蜡烛、坚果、水果和甜点。

### 中亞
诺鲁孜节仪式在节日的黎明更开始。那一天，男女老少都要着民族盛装举行各种节日活动。各家的家长首先起床，在房屋正中燃烧起一堆松柏树枝，将冒烟的树枝在每人头上转一圈，预祝他们在新的一年中平安快乐。然后，家长把冒烟的松枝带到牲畜圈门口，让畜群在烟上通过，祈求新的一年里，牲畜膘肥体壮，迅速繁殖。节日当天日出更以后要做“诺鲁孜饭”，家家户户用剩余的粮食和食物，加上多种佐料煮成稠粥，称作“克缺”或“冲克缺”。做这种饭时，不再宰牲畜。从当天午时更起成群结队地相互拜年。到日落更以后，每户请客吃饭，男女老少分别跳舞和唱歌。“诺鲁孜”节过后，紧张的春耕生产就开始了。

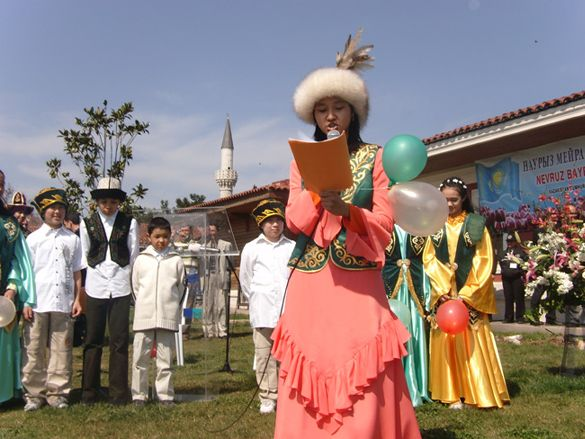
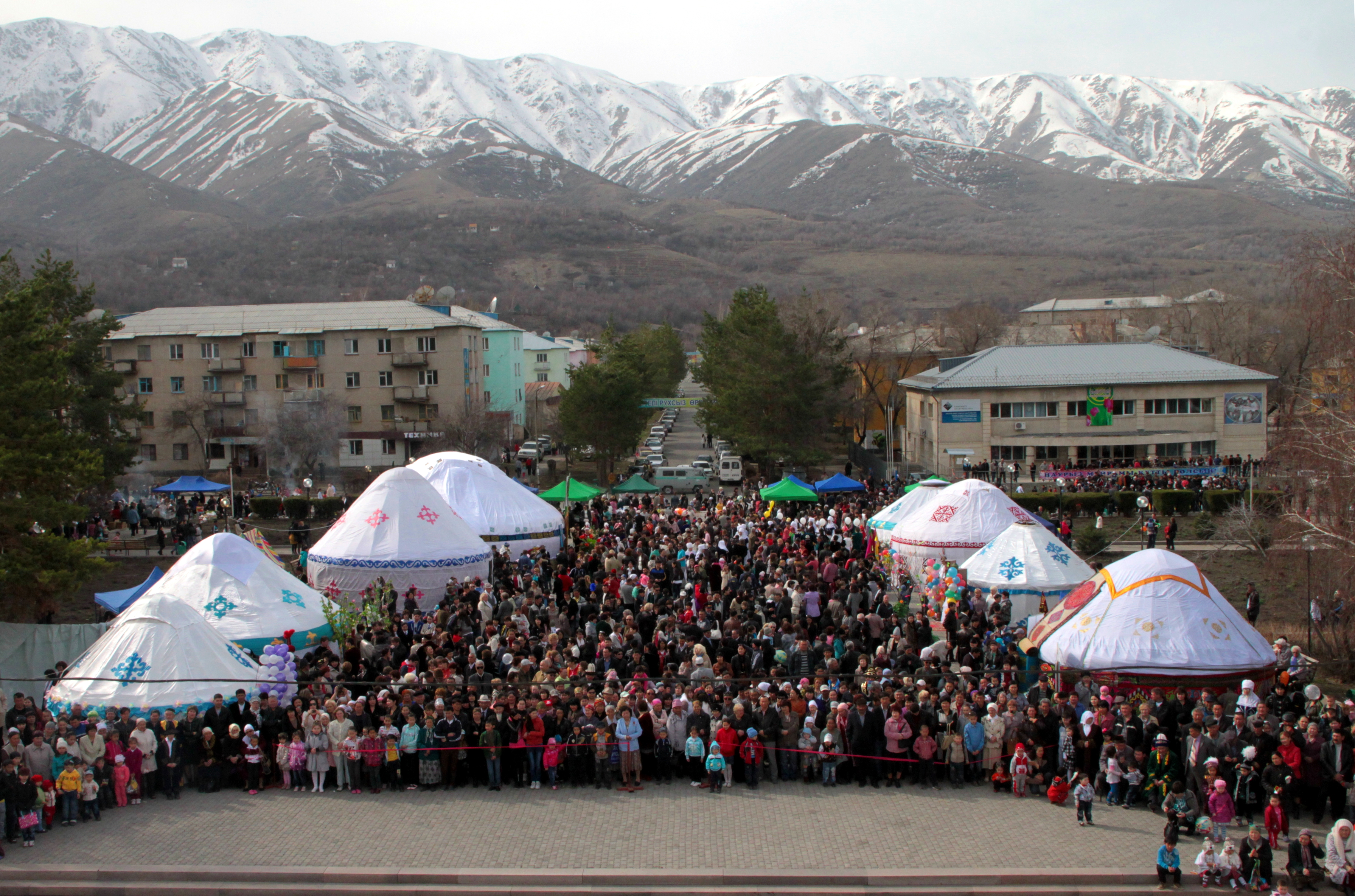
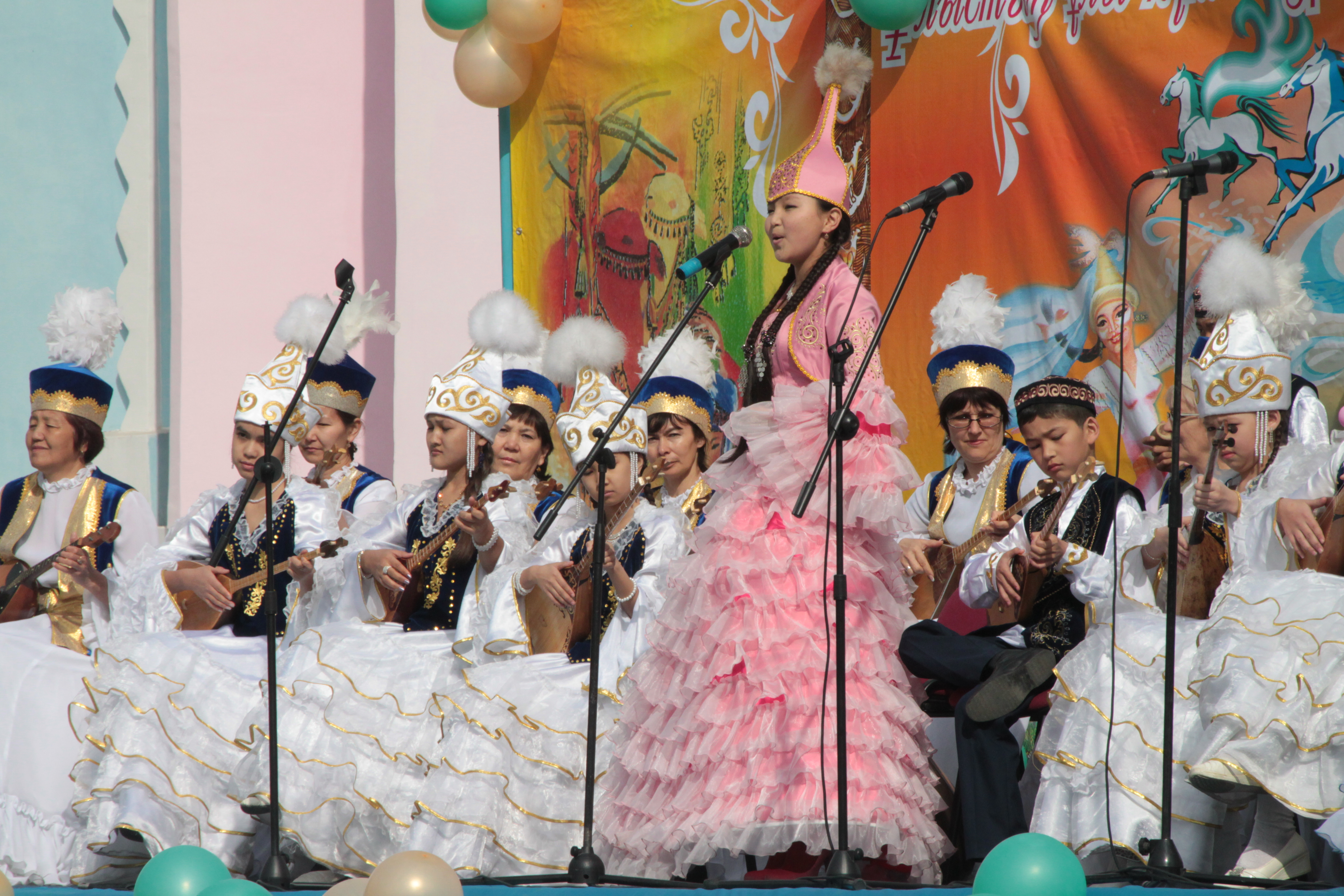
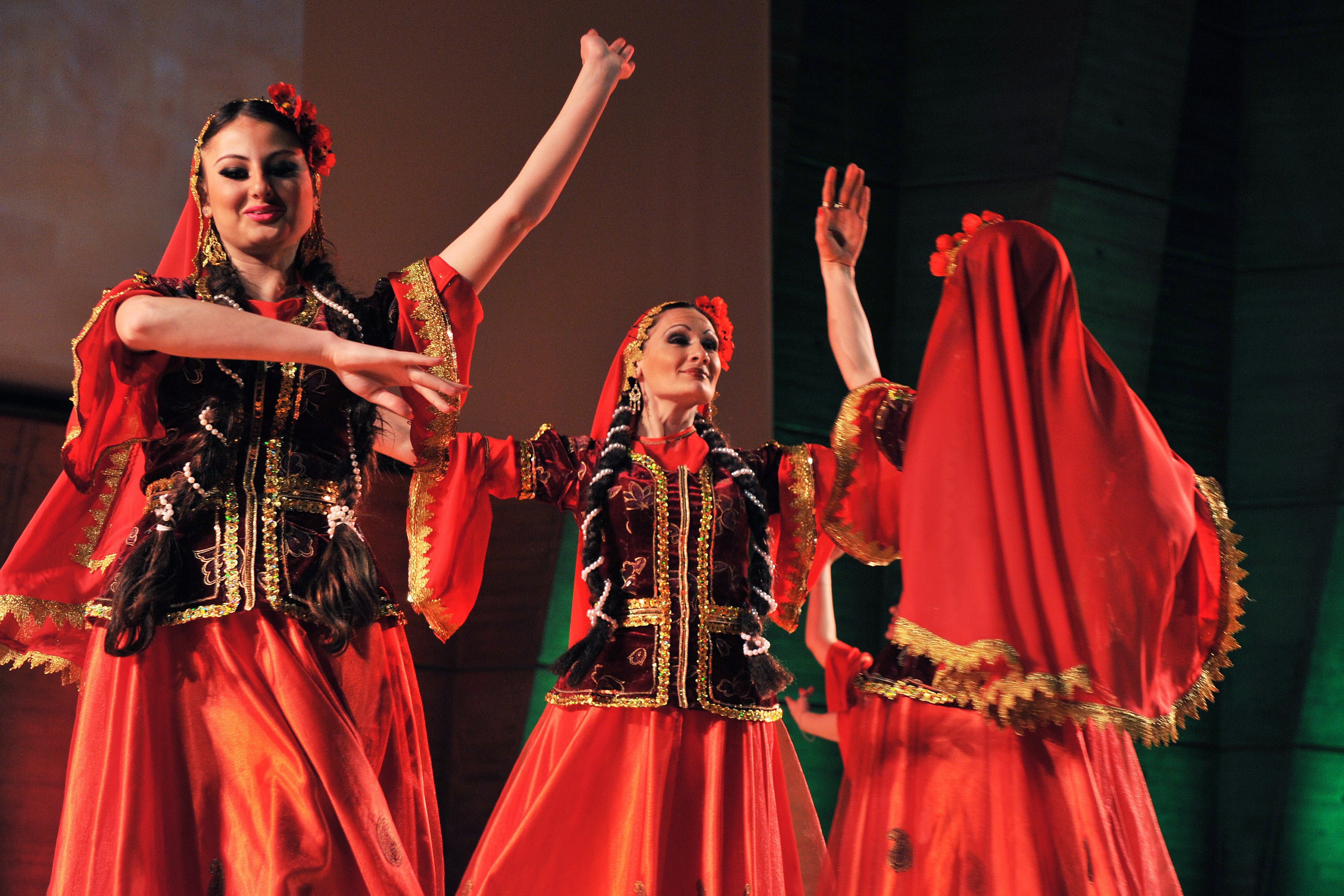

## 图集

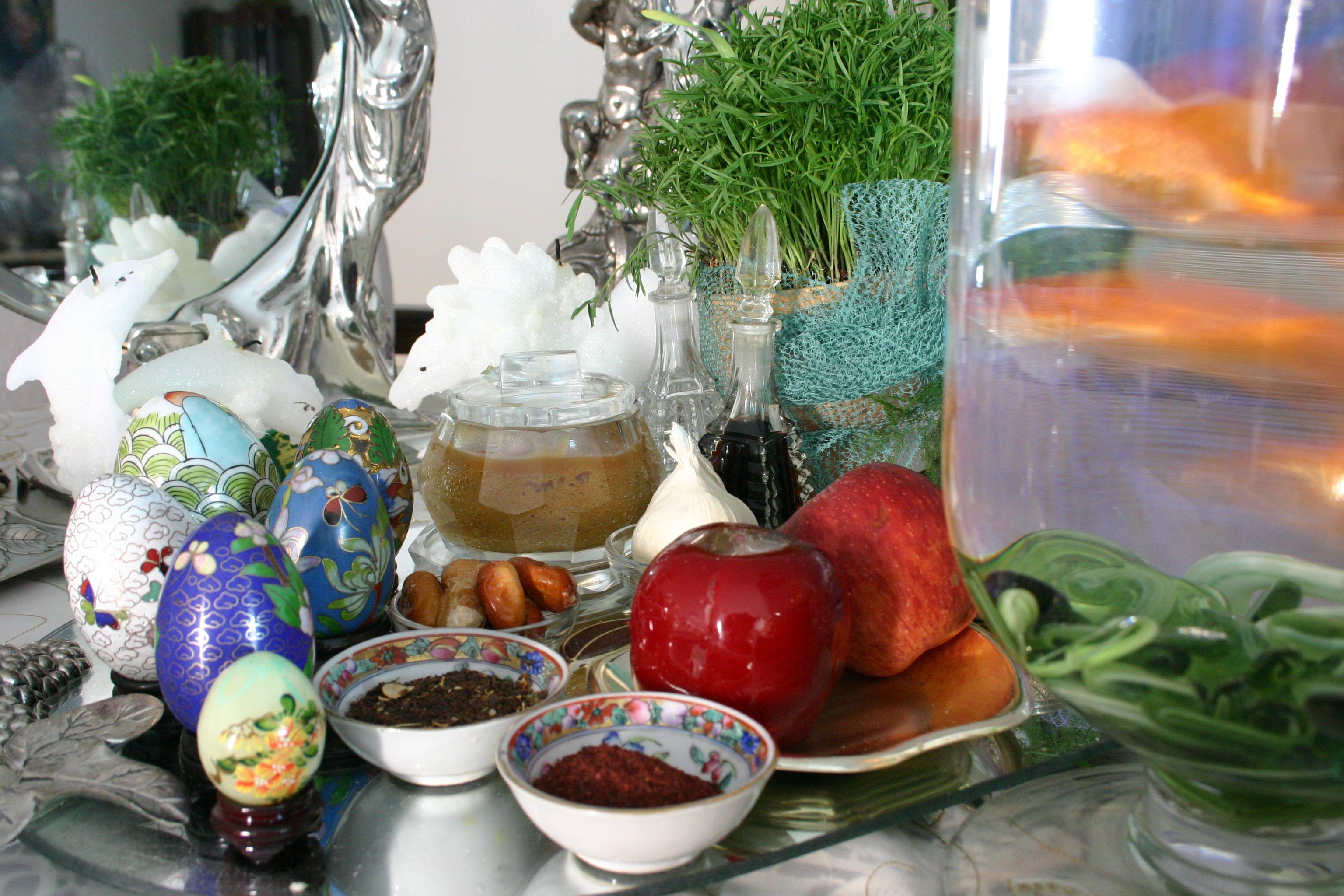
七鲜
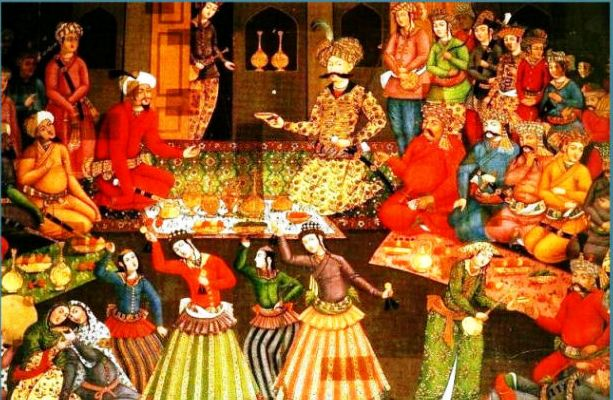
阿拔斯大帝与布哈拉汗国的瓦里·穆罕默德过诺鲁兹节
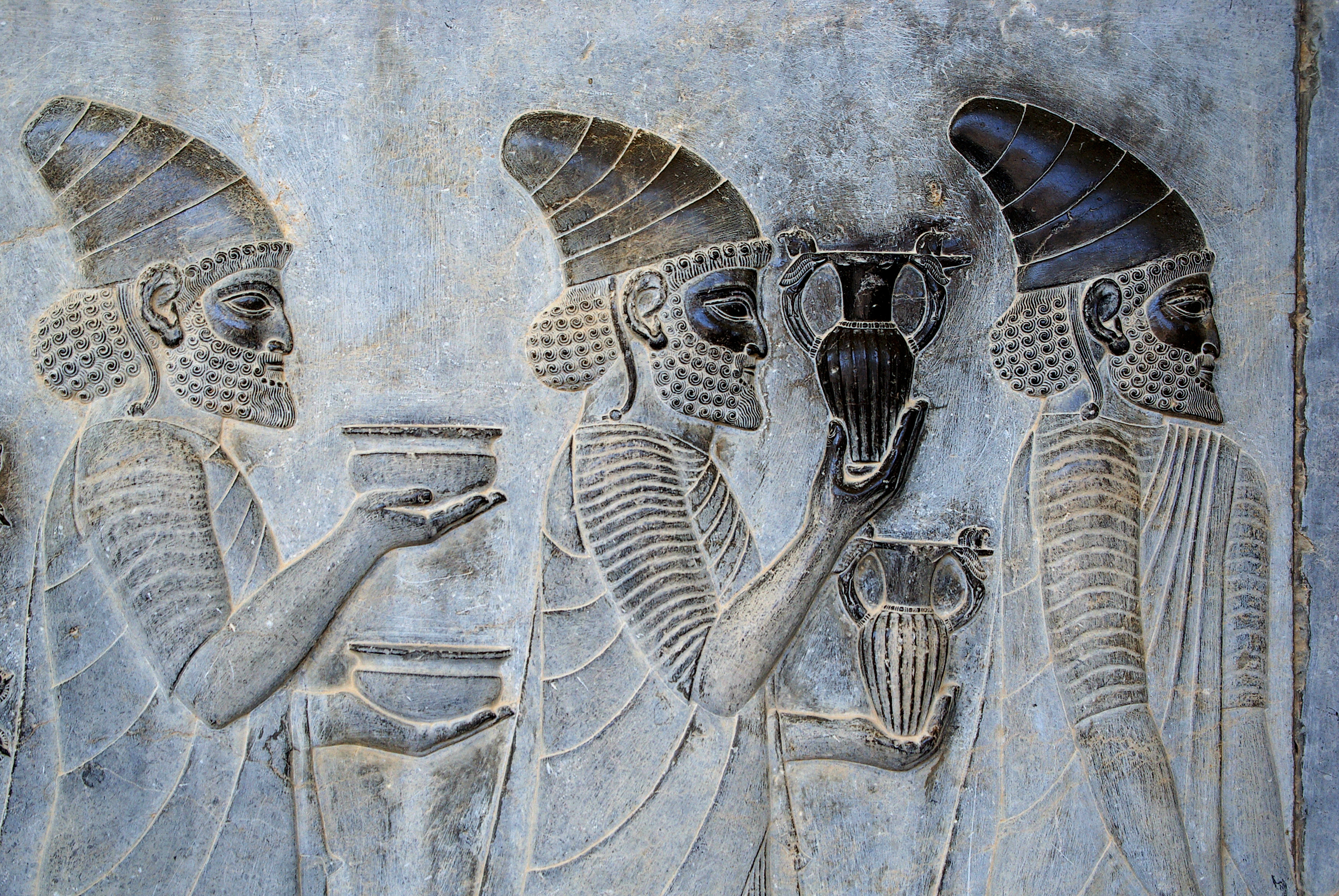
波斯波利斯的雕刻
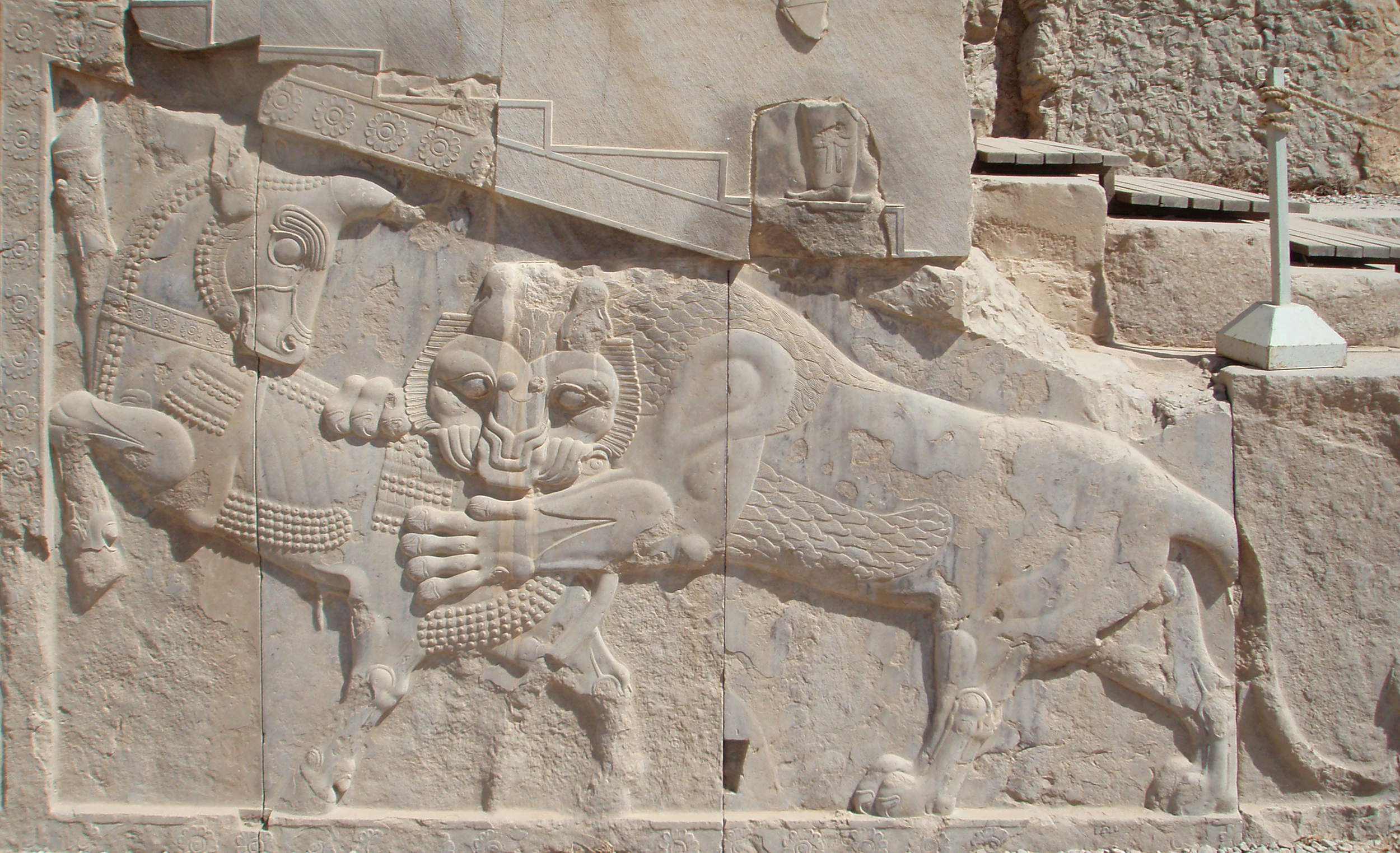
波斯波利斯的石刻，这个母题代表春天来临，因此被认为是诺鲁孜节的先声
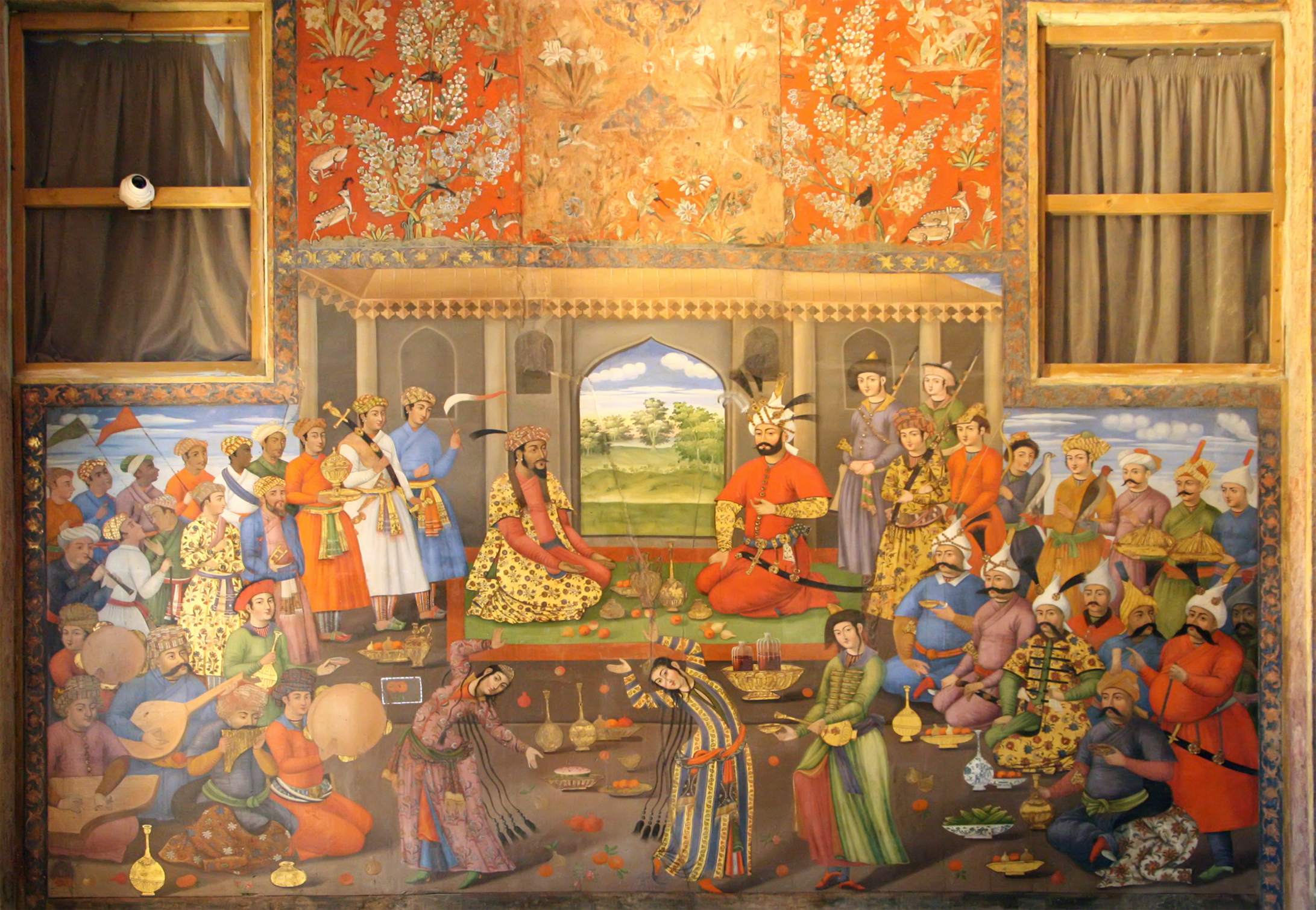
塔赫玛斯普一世与莫卧儿的胡马雍共度诺鲁孜节
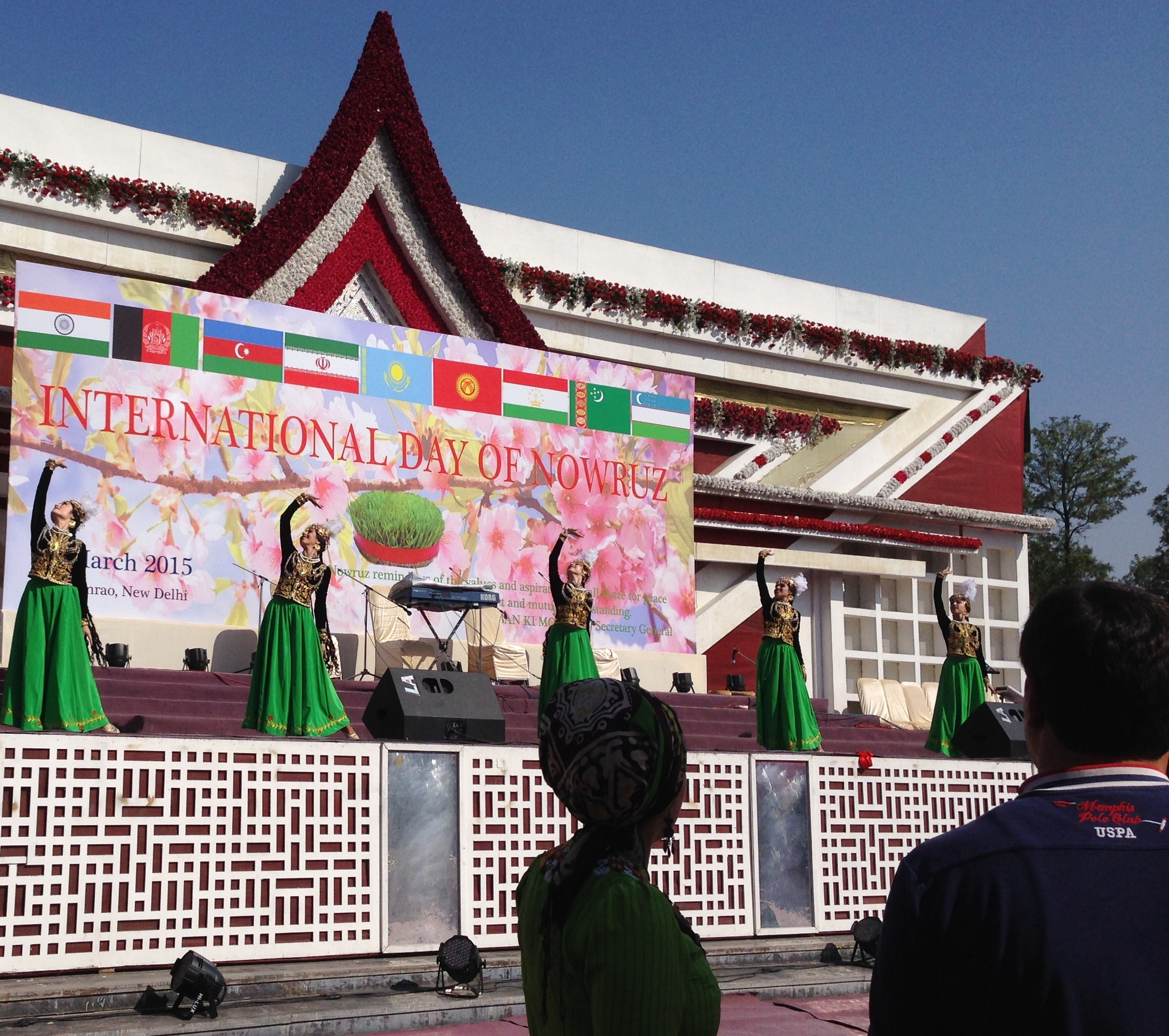
2015年新德里的诺鲁孜节
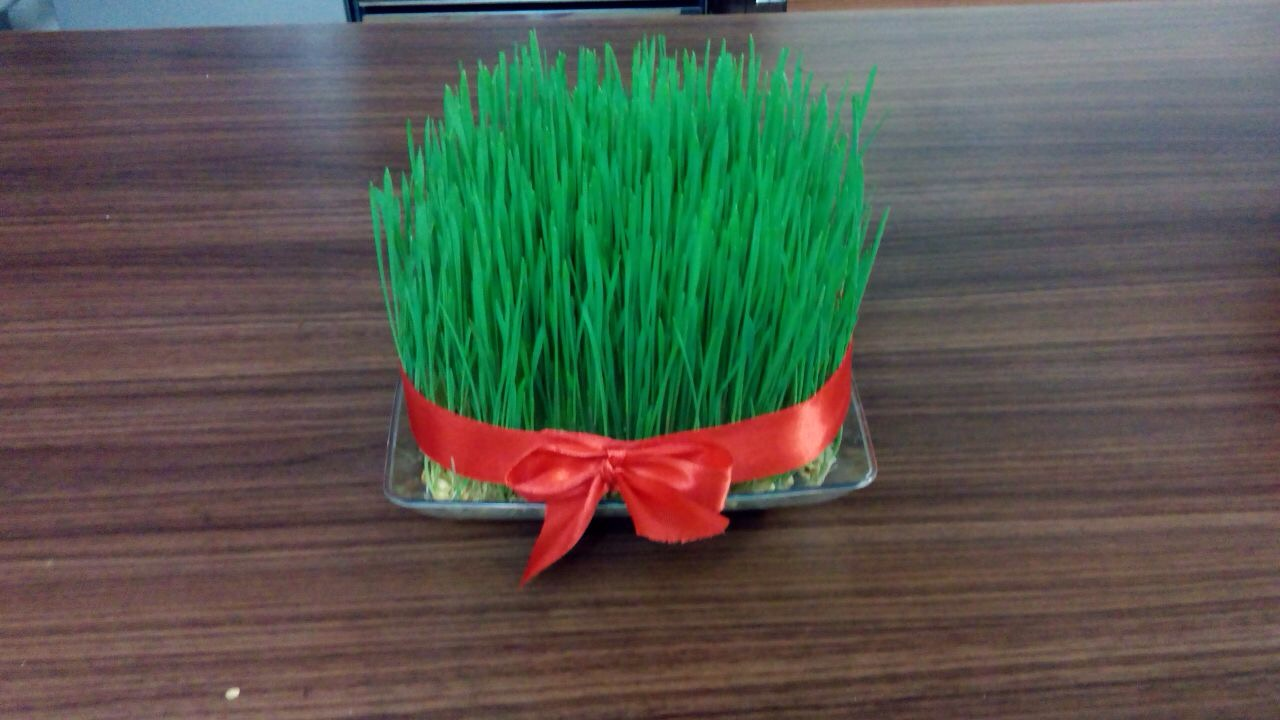
绿色蔬菜（Sabzeh），因为在波斯语中以S开头，故而是七鲜之一
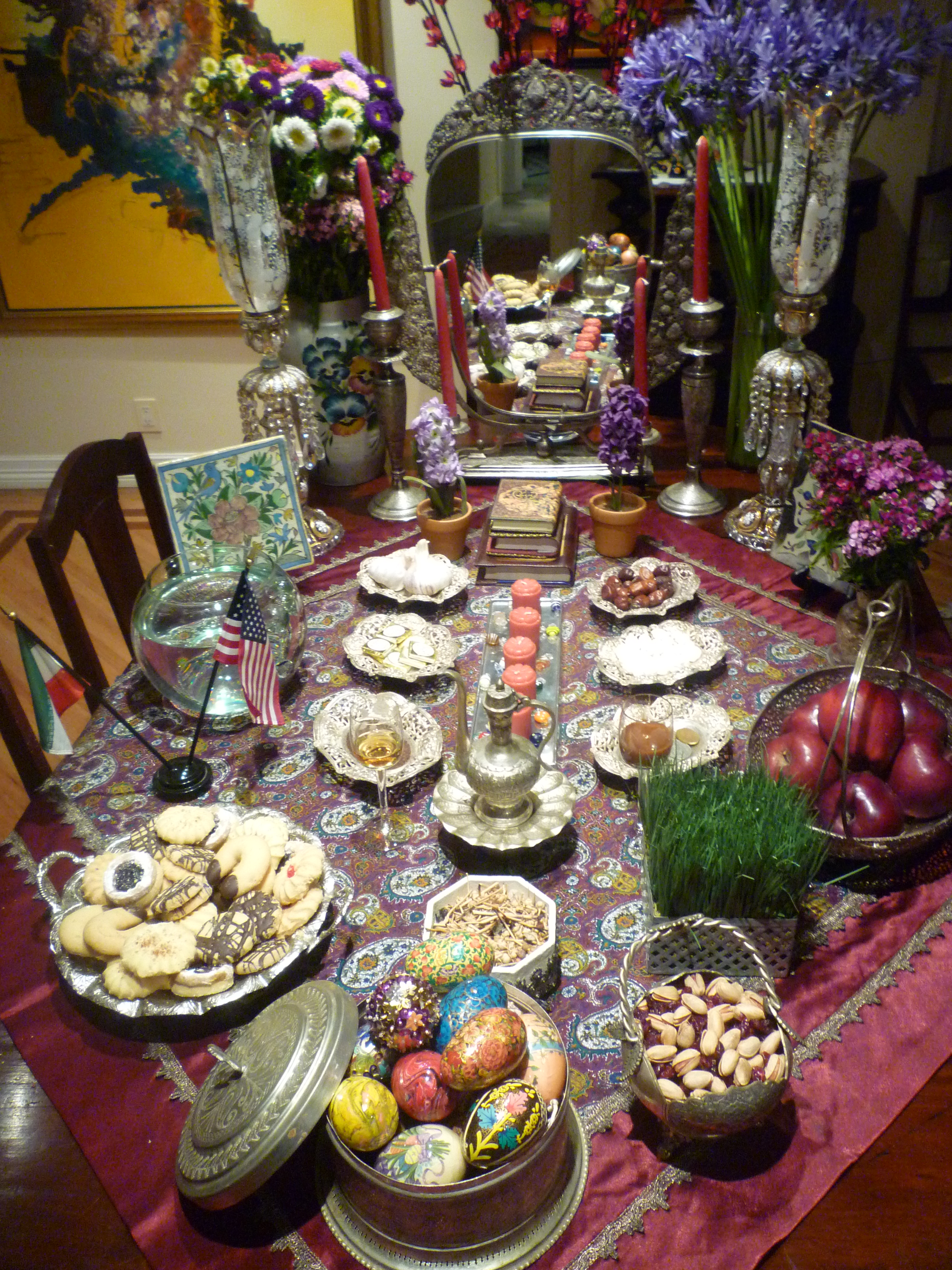
七鲜
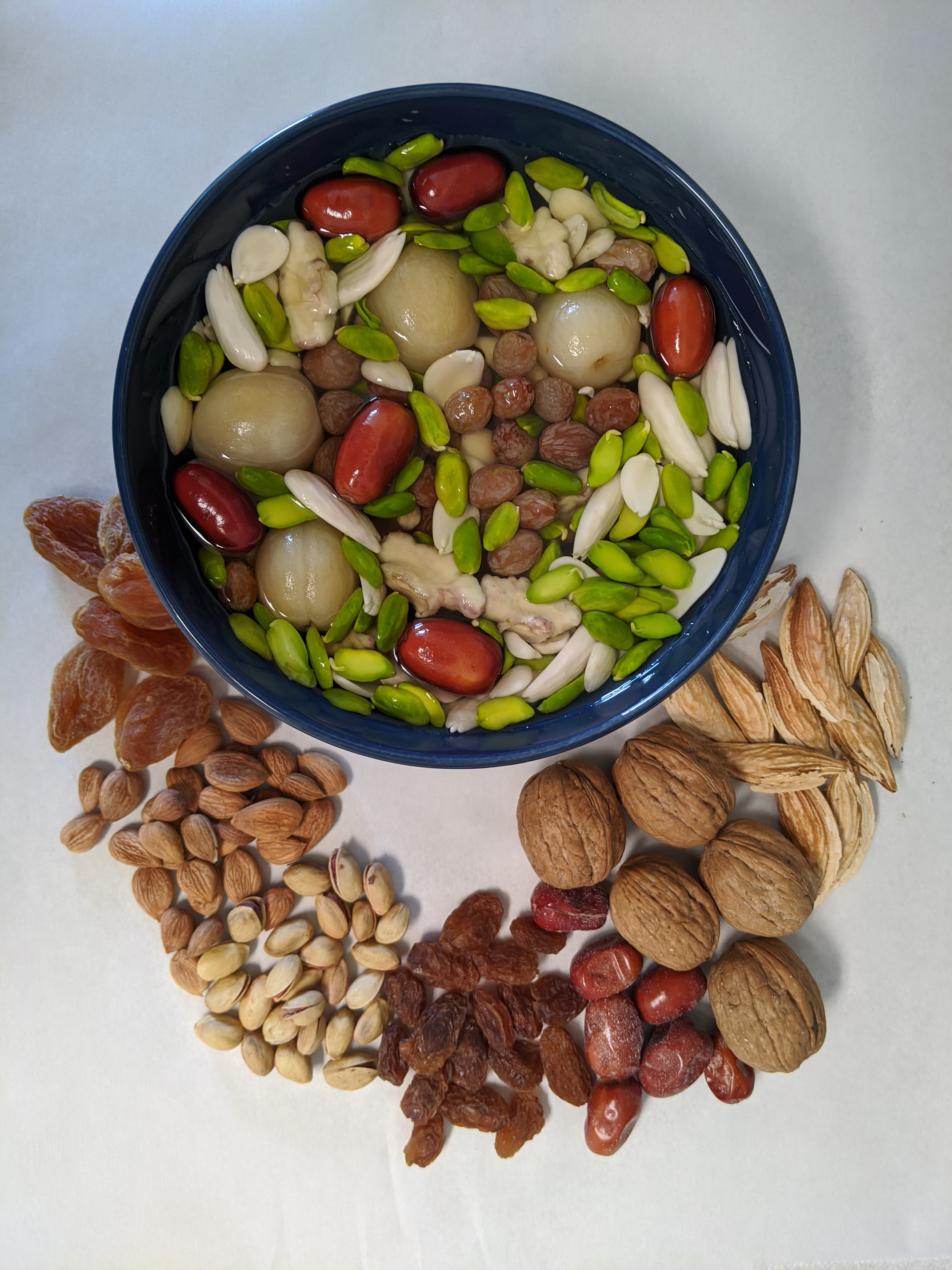
七鲜
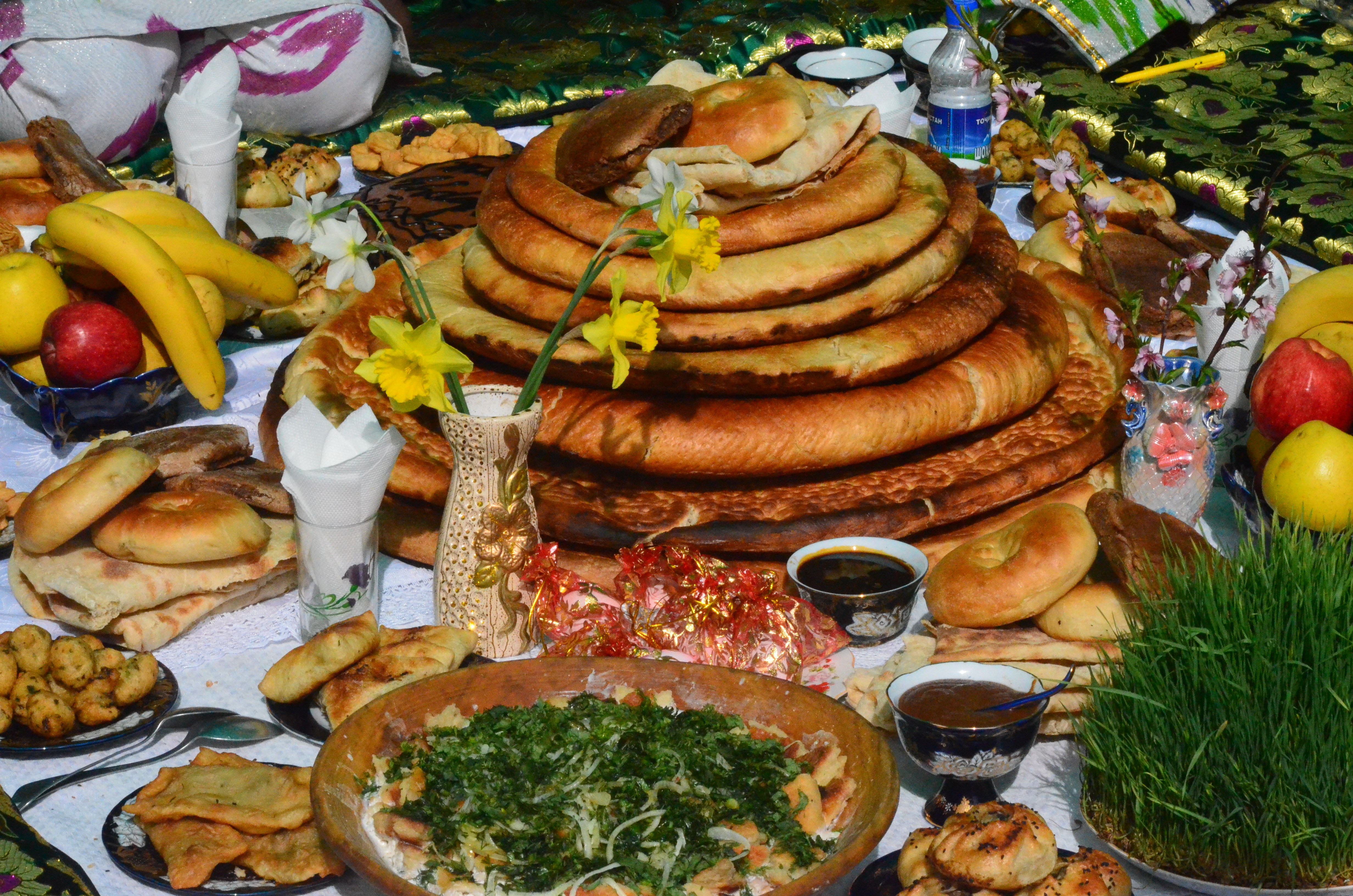
塔吉克斯坦诺鲁兹节的餐桌
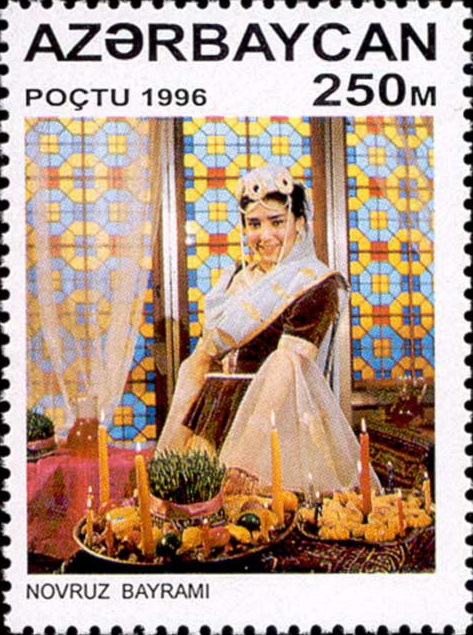
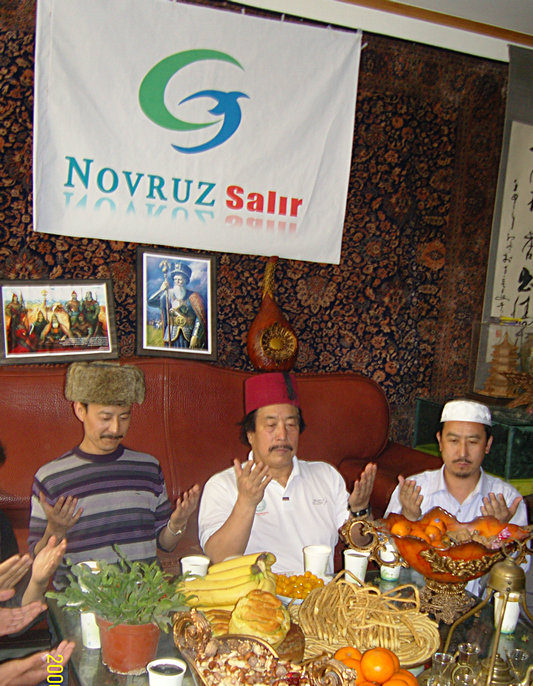
中華人民共和國的撒拉人庆祝纳吾肉孜节